# كويساديلا
الكَسَدِيَّة أو الكَسَدِلِّة أو الكساديا (/ˌkeɪsəˈdiːjə/, تلفظ بالإسبانية: ‎/kesaˈðiʎa/‏, تلفظ بالإسبانية: ‎/kesaˈðiʝa/‏). هو وجبة تصنع من الدقيق أو الذرة مع خليط الجبن تحتوي على الخضار، وتشكل على شكل هلال.هذا الطبق نشأ في المكسيك.

## رابط خارجي
- Quesadilla - Mahalo Cooking